# Austrosaga spinifer
Austrosaga spinifer är en insektsart som beskrevs av Rentz, D.C.F. 1993. Austrosaga spinifer ingår i släktet Austrosaga och familjen vårtbitare. IUCN kategoriserar arten globalt som sårbar. Inga underarter finns listade i Catalogue of Life.